# 陳素月
陳 素月（ちん そげつ、チェン スーユエ、1966年〈民国55年〉1月18日 - ）は、中華民国（台湾）の政治家。民主進歩党所属の立法委員。

## 経歴
2002年の彰化県議員選挙に出馬したが、落選した。
2005年の彰化県議員選挙で初当選した。
2014年の員林鎮長選挙に出馬したが、落選した。
2015年、彰化県第四選挙区の魏明谷が立法委員を辞職することに伴い、翌年2月7日に行われた補欠選挙で50%以上の得票率を獲得し当選した。
2016年の第9回立法委員選挙では10万票近くの得票数で再選、2020年の第10回立法委員選挙では、彰化県の選挙区史上最多の103,740票の得票数で再選された。
2024年の第11回立法委員選挙では、国民党候補を破り、再選に成功した。

## 選挙記録
| 年度 | 選挙                  | 選挙区           | 所属政党   | 得票数  | 得票率 | 当選             | 注釈 |
| ---- | --------------------- | ---------------- | ---------- | ------- | ------ | ---------------- | ---- |
| 2002 | 第15回彰化県議員選挙  | 第四選挙区       | 民主進歩党 | 5,405   | 6.53%  |                  |      |
| 2005 | 第16回彰化県議員選挙  | 第四選挙区       | 民主進歩党 | 15,044  | 15.24% |                  |      |
| 2009 | 第17回彰化県議員選挙  | 第四選挙区       | 民主進歩党 | 13,888  | 15.06% |                  |      |
| 2014 | 第17回員林鎮長選挙    | 彰化県員林鎮     | 民主進歩党 | 31,064  | 47.63% |                  |      |
| 2015 | 第8回立法委員補欠選挙 | 彰化県第四選挙区 | 民主進歩党 | 51,907  | 53.61% |                  |      |
| 2016 | 第9回立法委員選挙     | 彰化県第四選挙区 | 民主進歩党 | 95,518  | 57.24% | 彰化県最多得票数 |      |
| 2020 | 第10回立法委員選挙    | 彰化県第四選挙区 | 民主進歩党 | 103,740 | 53.42% | 彰化県最多得票数 |      |
| 2024 | 第11回立法委員選挙    | 彰化県第四選挙区 | 民主進歩党 | 97,608  | 52.01% |                  |      |